# Avançada (setmanari)
Avançada fou un setmanari de la Federació d'Esquerra Republicana de Catalunya de les Comarques Tarragonines. El primer número d'Avançada va sortir l'1 de juliol de 1932 i l'últim al 1936 (quan va esclatar la Guerra Civil Espanyola). Va ser fundat per Manel Galés i se situava a la Joventut Federal, a la Rambla Pablo Iglesias, 11 de Tarragona.

## Història
Aquest setmanari es basava totalment en la política republicana federal i tenien la creença que Catalunya era una nació republicana diferent de la resta d'Espanya. Anaven en contra de la monarquia i de la FAI reivindicant que la república no hi havia entrat a Tarragona amb articles criticant al Diari de Tarragona, la Unió Republicana Federal… Es podria veure a un article de Bladé i Desumvila on es podia llegir.
"Correspon als homes de l'ERC l'obra sanejadora que farà de Catalunya un país lliure i exemplar".
En aquest fragment es refereix al seu màxim objectiu o aspiració: "sanejar Catalunya" o, en altres paraules, republicanitzar i acabar amb la monarquia o el caciquisme.
Sobre la temàtica que hi tractaven, feien especial èmfasi en temes referents a l'ERC i les seves organitzacions al Camp de Tarragona. A través de les seves pàgines criticaven les accions que portava a terme l'Ajuntament, recordaven les reformes que necessitava la ciutat, manifesten el seu desacord amb la política de la Societat de Nacions... També hi publicaven anuncis-crítica o contranuncis contra alguna publicació o diferents diaris contraris a la seva ideologia.

## Aspectes tècnics
Tenia 6 pàgines a cinc columnes i tenia un format de 50x33 cm. Aquest setmanari sortia cada dissabte i el seu preu era de 2 pessetes el trimestre i 20 cèntims el número solt. Els titulars eren bàsicament informatius i propagandístics amb publicitat bastant variada.

## Seccions i col·laboradors
Les seccions habituals que es podien llegir a Avançada eren: "l'Editorial" a la primera pàgina i "Joan del Poble demana" a la segona pàgina on una persona anomenada Joan demana solucions a problemes. A la mateixa pàgina "Trets" que parla, amb un to humorístic i burlesc de polítics locals i estatals. A la pàgina tres hi podem trobar "Local", a la contraportada "Comarques" on s'informava sobre les activitats de diferents pobles com Roda de Berà i Móra d'Ebre i, per acabar, "Tafaneries" de l'ajuntament de la ciutat.
Entre els col·laboradors habituals es trobaven Manuel Galés, diputat del Parlament de Catalunya, Artur Bladé i Desumvila, jutjat per delictes de desobediència greu a l'alcalde, Josep Vives Terrades, empresari d'un fàbrica de somiers i Ramon Sanahuja, jutge.

## Localització
- Biblioteca Hemeroteca Municipal de Tarragona